# 舊查塔姆 (紐約州)
舊查塔姆（英語：Old Chatham）是位於美國紐約州哥倫比亞縣的非建制地區。

## 歷史
舊查塔姆的郵局自1881年營運至今。

## 地理
舊查塔姆所處的海拔為高於海平面163米（即535英呎），而該地所採用的時區為UTC-5，即北美东部时区（EST）。同時該地設有夏令時間，為UTC-5調快一小時，即UTC-4（EDT）。